# Mitsubishi Zuisei

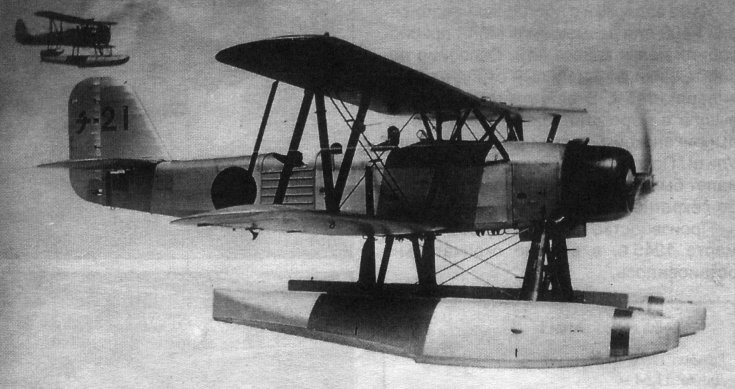
Hydravion Kawanishi E7K de l'armée japonaise équipé d'un moteur Mitsubishi Zuisei 11.

Le Mitsubishi Zuisei est un moteur d'avion utilisé par le Japon au cours de la Seconde Guerre mondiale. C'est une mécanique à 14 cylindres en double étoile refroidi par air de la gamme 800-1 100 ch. Il était également connu sous la désignation MK2 ou Ha-26 et Ha-102.
Ce moteur équipait en particulier le Kawasaki Ki-45, le Mitsubishi Ki-46.